# おてんとさん社
おてんとさん社は1921年2月に宮城県仙台市で結成された、童謡雑誌『おてんとさん』の発行と児童文化運動のための結社である。

## 沿革
1918年7月に東京で鈴木三重吉が創刊した童謡・童話雑誌『赤い鳥』の影響を受け、仙台市在住のスズキヘキ（1899年 - 1973年、本名は鈴木栄吉）と天江富弥が中心となり、童謡雑誌発行を目的に仙台と東京在住の同人を募っておてんとさん社を結成した。結成にあたっては、当時『金の船』誌で活躍していた詩人の野口雨情の指導・協力を受けた。社歌「おてんとさんの唄」は野口の作詞（本居長世作曲）である。初期の同人にはスズキ・天江のほか、仙台在住の黒田正、鈴木一郎、刈田仁（後に民謡詩人となる）、伊藤博、桜田はるを、吉田昌次郎など、東京在住では千葉春雄（教育者）、都築益世（医者詩人）、佐藤勝熊（佐藤朔として後に仏文学者となる）などがいた。
1921年3月に童謡雑誌『おてんとさん』を創刊。郷土に根ざした童謡の振興を標榜し、主に同人による童謡発表を行ったが、全国的に著名な野口雨情、山村暮鳥、藤森秀夫なども寄稿していた。また、天江が私淑していた関係で竹久夢二も寄稿している。このほか、天江の学校の後輩だった仙台在住の詩人・石川善助も寄稿者の一人だった。しかし、全7号を刊行した後、創刊から1年で廃刊となった。
『おてんとさん』の廃刊後、仙台では類似の同人誌創刊が相次いだ。また、同社が雑誌発行と平行して行っていた童話・童謡会の運営は、町内会や婦人会、宗教団体の子供会など市内の多様な団体に取り入れられ、児童文化運動が一種のブームとなった。そのような中で、おてんとさん社を中心母体に類似団体を束ねる連合会組織として、1923年4月、宮城県図書館の主導で仙台児童倶楽部が結成された。仙台児童倶楽部は従来の活動にとどまらず、小学校での文芸誌・学芸会への参加協力や林間学校主催など教育界との連携、ラジオ放送開始後は放送界との連携を図り、戦後まで仙台をはじめ東北地方の児童文化運動に影響を及ぼした。おてんとさん社の元同人の蛯子英二が詩人の三木露風の協力のもと北海道函館市で結成した函館おてんとさんの会もある。

## 後年の顕彰など
1970年に宮城県中央児童館の敷地におてんとさん社を記念した「おてんとさんの唄」碑が建立された。
2005年には、仙台市文学館において『おてんとさんの世界展 ～みやぎの子どもにみやぎの歌を～ 』が開催された。